# Zenodoxus maculipes
Zenodoxus maculipes is een vlinder uit de familie wespvlinders (Sesiidae), onderfamilie Tinthiinae.
Zenodoxus maculipes is voor het eerst wetenschappelijk beschreven door Grote en Robinson in 1868. De soort komt voor in het Nearctisch gebied.